# Újtikos, Hajdú-Bihar
Újtikos  este un sat în districtul Hajdúnánás, județul Hajdú-Bihar, Ungaria, având o populație de 950 de locuitori (2011). 

## Demografie
Componența etnică a satului Újtikos
     Maghiari (99,61%)
     Germani (0,39%)
Componența confesională a satului Újtikos
     Romano-catolici (40,21%)
     Fără religie (20,32%)
     Reformați (10,32%)
     Greco-catolici (1,47%)
     Necunoscută (27,68%)
     Alte religii (1,05%)
Conform recensământului din 2011, satul Újtikos avea 950 de locuitori. Din punct de vedere etnic, majoritatea locuitorilor (99,61%) erau maghiari. Nu există o religie majoritară, locuitorii fiind romano-catolici (40,21%), persoane fără religie (20,32%), reformați (10,32%) și greco-catolici (1,47%). Pentru 27,68% din locuitori nu este cunoscută apartenența confesională.